# Ghulām Khalīl
Ghulām Khalīl (arabisch غلام خليل; vollständiger Name: Abū ʿAbdallāh Aḥmad b. Muḥammad b. Ghālib al-Bāhilī (أبو عبد الله أحمد بن محمد بن غال الباهلي), gest. 888) war ein aus Basra stammender Gelehrter des Islam, muḥaddith und Prediger. Er verbrachte den Großteil seines Lebens in Bagdad, wo er unter anderem an der Verfolgung (Miḥna) der dortigen Sufis beteiligt war. Obwohl auch andere Schreibweisen seines Namens überliefert sind, bezieht sich der Name Ghulām Khalīl auf die Titelseite seines einzigen überlieferten Werks. Der Titel oder die Bezeichnung Ghulām (Diener) könnte darauf hindeuten, dass al-Bāhilī der Schüler eines Gelehrten namens Khalīl gewesen sein könnte, über den jedoch nichts überliefert ist.

## Leben
Ghulām Khalīl führte ein asketisches Leben und widmete sein Leben der Predigt. Von Hadithgelehrten wird der Vorwurf erhoben, er hätte Überlieferungen erfunden, um sein Publikum stärker anzusprechen. Der Historiker und Biograf adh-Dhahabī preist ihn als einen hochangesehenen und wissenden Gelehrten (ʿālim) und Prediger, lobt die Solidität seines Glaubens (ṣiḥḥat al-muʿtaqad) und seinen Aktionismus beim Gebieten des Rechten und Verwehren des Schlechten (al-amr bi-l-maʿrūf wa-l-nahy ʿan al-munkar). Augenzeugen seiner Beerdigung berichten, dass er am Ende seines Lebens eine berühmte Person gewesen sein muss. adh-Dhahabī beschrieb ihn als "Meister von Bagdad" (shaykh Baghdād). Er besaß eine sehr charismatische Persönlichkeit, die auf seine Verbindungen zu einflussreichen Kreisen zurückzuführen sei. Seine genaue Zugehörigkeit zu einer Rechtsschule bleibt unklar. Während einige Islamwissenschaftler wie Carl W. Ernst und Annemarie Schimmel ihn der hanbalitischen Rechtsschule zuordnen, attestierten ihm andere zwar eine Zuneigung zu den Hanbaliten, rechneten ihn jedoch nicht dieser Schule zu.
Bei der Verfolgung von Sufis machte er seinen Einfluss geltend, um deren Verwendung des (leidenschaftlicheren) Begriffs ʿishq anstatt ḥubb (Liebe) anzuprangern, was als Häresie angesehen wurde.

## Werk
Nur ein Buch Ghulām Khalīls hat die Zeit überdauert. Es handelt sich hierbei um das Werk Kitāb šarḥ as-Sunna, das dem Genre der ʿaqīda zugerechnet wird. Übermittelt wurde dieses Werk von Aḥmad b. Kāmil (gest. 961), einem Schüler von Khalīl und At-Tabarī. Der erhielt eine Kopie des Werks vom Autor selbst.

### Studien (Auswahl)
- Lyall Richard Armstrong, The quṣṣāṣ of early Islam, Ph.D. diss., University of Chicago 2013
- Joseph Norment Bell, Love theory in late Hanbalite Islam, Albany 1979
- Gerhard Böwering, Early Sufism between persecution and heresy, in Frederick De Jong and Bernd Radtke (eds.), Islamic mysticism contested. Thirteen centuries of controversies and polemics (Leiden 1999), 45–67
- Michael Cook, Commanding right and forbidding wrong in Islamic thought, Cambridge 2000
- Elton L. Daniel, The anonymous “History of the Abbāsid family” and its place in Islamic historiography, IJMES 14/4 (1982), 419–34
- Carl W. Ernst, Words of ecstasy in Sufism, Albany 1985
- Josef van Ess, Der Eine und das Andere. Beobachtungen an islamischen Häresiographischen Texten, 2 vols., Berlin 2011
- Josef van Ess, Sufism and its opponents. Reflections on topoi, tribulations, and transformations, in Frederick de Jong and Bernd Radtke (eds.), Islamic mysticism contested. Thirteen centuries of controversies and polemics (Leiden 1999), 22–44

## Quelle und Weblink
- Eintrag auf Brill Online (Abgerufen am 9. August 2023)

| Personendaten    | Personendaten                                                    |
| ---------------- | ---------------------------------------------------------------- |
| NAME             | Ghulām Khalīl                                                    |
| ALTERNATIVNAMEN  | Kitāb šarḥ as-Sunna; Ghulām; Khalīl                              |
| KURZBESCHREIBUNG | aus Basra stammender Gelehrter des Islam, muḥaddith und Prediger |
| GEBURTSDATUM     | 8. Jahrhundert oder 9. Jahrhundert                               |
| STERBEDATUM      | 888                                                              |